# Misgolas
Misgolas es un género de arañas migalomorfas de la familia Idiopidae. Se encuentra en Australia.

## Lista de especies
Según The World Spider Catalog 11.5:
- Misgolas andrewsi (Hogg, 1902)
- Misgolas baehrae Wishart & Rowell, 2008
- Misgolas beni Wishart, 2006
- Misgolas billsheari Wishart & Rowell, 2008
- Misgolas biroi (Kulczynski, 1908)
- Misgolas bithongabel Raven & Wishart, 2006
- Misgolas browningi Wishart & Rowell, 2008
- Misgolas campbelli Wishart & Rowell, 2008
- Misgolas cliffi Wishart, 2006
- Misgolas crawfordorum Wishart & Rowell, 2008
- Misgolas crispus (Karsch, 1878)
- Misgolas davidwilsoni Wishart & Rowell, 2008
- Misgolas dereki Wishart, 1992
- Misgolas dougweiri Wishart & Rowell, 2008
- Misgolas echo Raven & Wishart, 2006
- Misgolas elegans (Rainbow & Pulleine, 1918)
- Misgolas fredcoylei Wishart & Rowell, 2008
- Misgolas gracilis (Rainbow & Pulleine, 1918)
- Misgolas grayi Wishart & Rowell, 2008
- Misgolas gwennethae Wishart, 2011
- Misgolas helensmithae Wishart & Rowell, 2008
- Misgolas hirsutus (Rainbow & Pulleine, 1918)
- Misgolas horsemanae Wishart, 2011
- Misgolas kampenae Wishart, 2011
- Misgolas kirstiae Wishart, 1992
- Misgolas linklateri Wishart & Rowell, 2008
- Misgolas lynabra Wishart, 2006
- Misgolas macei Wishart & Rowell, 2008
- Misgolas maculosus (Rainbow & Pulleine, 1918)
- Misgolas mascordi Wishart, 1992
- Misgolas maxhicksi Wishart & Rowell, 2008
- Misgolas melancholicus (Rainbow & Pulleine, 1918)
- Misgolas mestoni (Hickman, 1928)
- Misgolas michaeli Wishart, 2006
- Misgolas millidgei Wishart & Rowell, 2008
- Misgolas montanus (Rainbow & Pulleine, 1918)
- Misgolas monteithi Raven & Wishart, 2006
- Misgolas mudfordae Wishart & Rowell, 2008
- Misgolas ornatus (Rainbow, 1914)
- Misgolas papillosus (Rainbow & Pulleine, 1918)
- Misgolas paulaskewi Wishart, 2011
- Misgolas phippsi Wishart, 2011
- Misgolas rapax Karsch, 1878
- Misgolas raveni Wishart & Rowell, 2008
- Misgolas robertsi (Main & Mascord, 1974)
- Misgolas rodi Wishart, 2006
- Misgolas rowelli Wishart, 2011
- Misgolas shawi Wishart, 2011
- Misgolas sydjordanae Wishart & Rowell, 2008
- Misgolas taiti Wishart & Rowell, 2008
- Misgolas tannerae Wishart, 2011
- Misgolas tarnawskiae Wishart & Rowell, 2008
- Misgolas thompsonae Wishart & Rowell, 2008
- Misgolas trangae Wishart, 2006
- Misgolas villosus (Rainbow, 1914)
- Misgolas watsonorum Wishart & Rowell, 2008
- Misgolas wayorum Wishart, 2006
- Misgolas weigelorum Wishart & Rowell, 2008
- Misgolas yorkmainae Wishart & Rowell, 2008